# Шередею
Шередею (рум. Șeredeiu) — село у повіті Селаж в Румунії. Входить до складу комуни Хороату-Красней.
Село розташоване на відстані 384 км на північний захід від Бухареста, 11 км на південний захід від Залеу, 61 км на північний захід від Клуж-Напоки.

## Населення
За даними перепису населення 2002 року у селі проживали 326 осіб, усі — румуни. Усі жителі села рідною мовою назвали румунську.